# Vive Claro
Vive Claro es un estadio al aire libre en Bogotá, Colombia. Se programó y se inauguró en julio de 2025 y tiene capacidad para 40.000 personas. Se encuentra ubicado frente al Parque Simón Bolivar, estratégicamente localizado en el centro geográfico y pulmón de la ciudad.

## Historia
Presentado por OCESA en 2024 como Distrito Verde, posteriormente como Gran Carpa y en 2025 anunciado como Vive Claro al aliarse con Claro, es un recinto para eventos de gran aforo como conciertos y festivales. Se encuentra  estratégicamente ubicado en un predio de 24 hectáreas, cercano al Parque metropolitano Simón Bolívar, así como a vías artería de la capital como la Carrera 68, Avenida Eldorado y la Carrera 50. Hace parte además de los seis escenarios principales que tiene la ciudad para la realización de espectáculos de alta calidad.
Cuenta con una capacidad de hasta 40.000 personas, ya que tiene incorporada la tecnología modular que fue usada para la residencia Adele in Munich que permite el monte y desmonte de la infraestructura de manera sencilla y rápida permitiendo un balance perfecto entre la gradería y la cancha general, bajo este concepto tecnológico e innovador le fue otorgada la licencia ambiental.
El show de la banda estadounidense Green Day programado para el 24 de agosto de 2025 como parte de su gira South America Tour '25 se considera el concierto inaugural del recinto, marcando así un hito en los escenarios al aire libre de la ciudad y el país abriendo las puertas a artistas de talla internacional que buscan ofrecer espectáculos de la más alta calidad en escenarios de altísimo nivel.

## Eventos
| Fecha                       | Artista                                                                                  | Evento                                                                                   |
| --------------------------- | ---------------------------------------------------------------------------------------- | ---------------------------------------------------------------------------------------- |
| Eventos durante el año 2024 |                                                                                          |                                                                                          |
| 16 de mayo de 2024          | Cirque du Soleil                                                                         | Messi 10                                                                                 |
| 21 de septiembre de 2024    | Coca Cola Food Fest                                                                      | Coca Cola Food Fest                                                                      |
| 22 de septiembre de 2024    | Coca Cola Food Fest                                                                      | Coca Cola Food Fest                                                                      |
| 10 de octubre de 2024       | Expo Cervezas: El pub más grande de Colombia                                             | Expo Cervezas: El pub más grande de Colombia                                             |
| 11 de octubre de 2024       | Expo Cervezas: El pub más grande de Colombia                                             | Expo Cervezas: El pub más grande de Colombia                                             |
| 12 de octubre de 2024       | Expo Cervezas: El pub más grande de Colombia                                             | Expo Cervezas: El pub más grande de Colombia                                             |
| 13 de octubre de 2024       | Expo Cervezas: El pub más grande de Colombia                                             | Expo Cervezas: El pub más grande de Colombia                                             |
| 6 de noviembre de 2024      | Aurora Aksnes                                                                            | Aurora Aksnes                                                                            |
| 16 de noviembre de 2024     | Franz Ferdinand, Mitú the Vaccines, Little Jesus, Felipe Orjuela, Margarita Siempre Viva | Franz Ferdinand, Mitú the Vaccines, Little Jesus, Felipe Orjuela, Margarita Siempre Viva |
| Eventos durante el año 2025 |                                                                                          |                                                                                          |
| 27 de julio de 2025         | Jessi Uribe, Paola Jara                                                                  | Celebremos con Papá y Mamá                                                               |
| 24 de agosto de 2025        | Green Day, Bad Nerves                                                                    | South America Tour '25                                                                   |
| 27 de septiembre de 2025    | Kendrick Lamar, Ca7riel & Paco Amoroso                                                   | Grand National Tour                                                                      |
| 7 de octubre de 2025        | Guns N' Roses                                                                            | Because What You Want & What You Get Are Two Completely Different Things Tour            |
| 17 de octubre de 2025       | Imagine Dragons                                                                          | LOOM World Tour                                                                          |
| 25 de octubre de 2025       | Linkin Park                                                                              | From Zero World Tour                                                                     |
| 1 de noviembre de 2025      | Shakira                                                                                  | Las mujeres ya no lloran World Tour                                                      |
| 22 de noviembre de 2025     | Blessd                                                                                   | Blessd                                                                                   |
| Eventos durante el año 2026 |                                                                                          |                                                                                          |
| 22 de enero de 2026         | My Chemical Romance                                                                      | Long Live the Black Parade Tour                                                          |